# Namir Abdel Messeeh
Namir Abdel Messeeh (1974) è un regista egiziano.

## Biografia
Namir Abdel Messeeh nasce nel 1974 in Egitto da una famiglia copta e trascorre l'infanzia in un villaggio del nord del Paese. Diplomatosi all'Università di Parigi VII con una specializzazione in cinema, negli anni seguenti prosegue i suoi studi di regia cinematografica alla prestigiosa Fémis di Parigi.
Esordisce alla regia nel 2004 con un cortometraggio di fiction (Quelque chose de mal), ma nel 2006 comincia a trovare un linguaggio più personale con il documentario Toi, Waguih. La Vièrge, les Coptes et moi viene presentato in anteprima al Doha Tribeca Film Festival 2011, dove è premiato come miglior documentario, e poi in Panorama Dokumente alla Berlinale 2012.

## Filmografia
- Quelque chose de mal - cortometraggio (2004)
- Toi, Waguih - documentario (2006)
- La Vièrge, les Coptes et moi - documentario (2012)